# デルタフェライト
デルタフェライト（delta ferrite）とは、純鉄（高純度の鉄）において1392–1536 °C（融点）の温度領域にある鉄の相（組織）である。この領域において、鉄は体心立方格子構造をとる。δFe、δ鉄（デルタてつ）ともいう。純度100 %の鉄において、1536 °Cを超えると鉄は液体になる。
デルタフェライトは、Fe-C状態図において、1494 °Cで最大溶解量0.1 %までの炭素を固溶できる。
通常、常温で使う炭素鋼の場合、デルタフェライトは他の相に変態するため、機械的性質の直接的な影響はほとんど無い。